# Salix reptans
Salix reptans är en videväxtart som beskrevs av Franz Josef Ivanovich Ruprecht. Salix reptans ingår i släktet viden, och familjen videväxter. Inga underarter finns listade i Catalogue of Life.